# بابا أدامو
بابا أدامو (بالإنجليزية: Baba Adamu)‏ (20 أكتوبر 1979 كوماسي غانا - ) هو لاعب كرة قدم غاني، يلعب كمهاجم.

## روابط خارجية
- بابا أدامو على موقع اتحاد تركيا (لاعب) (الإنجليزية)
- بابا أدامو على موقع قاعدة بيانات كرة القدم.إي يو (الإنجليزية)
- بابا أدامو على موقع ناشيونال فوتبول تيمز (الإنجليزية)